# Olivier Boko
Olivier Boko, né le 2 octobre 1964  à Ouidah, est un homme d'affaires béninois. Patron de la société des Denrées et Fournitures Alimentaires (DFA), il est connu comme ami de longue date et bras droit du Président Patrice Talon.

## Biographie
En tant qu'entrepreneur, il s'investit dans le commerce et le secteur agrolimentaire. Dans les années 1990, il crée d'abord la Société Intercontinentale de Commercialisation et de Négoce (SICONE) et s'intéresse aux marchés publics au Bénin.

## Parcours avec Patrice Talon
Les deux hommes deviennent amis dans les affaires au sommet de l'État. Au fil du temps, Olivier Boko est considéré par l'opinion publique comme le bras droit de Patrice Talon.
En 2012, il gère, sous l'ombre de ce dernier, Bénin Control, une société chargée de vérifier les importations au Port autonome de Cotonou (PAC). Au mois d'octobre de cette année, il s'exile en France, à la suite de l'affaire de tentative d'empoisonnement reliant Patrice Talon au président Yayi Boni avant de rentrer au bercail en août 2015,.
Après la victoire de Patrice Talon en 2016 à l' Élection présidentielle, sans fonction officielle, il est aperçu plusieurs fois dans ses déplacements. En 2021, il fait partie de l'équipe de campagne pour la réélection de ce dernier.

## Tentative de coup d'État
(25 septembre 2024).
Le texte peut changer fréquemment, n’est peut-être pas à jour et peut manquer de recul. 
Le titre et la description de l'acte concerné reposent sur la qualification juridique retenue lors de la rédaction de l'article et peuvent évoluer en même temps que celle-ci.
Le 24 septembre  2024, des éléments de la Brigade Anti-Criminalité arrêtent Oliver Boko aux environs de 1h GMT à bord de son véhicule à Cotonou. De sources officielles, il est accusé de tentative de coup d'État. En effet, le Procureur spécial de la Cour de Répression des Infractions Economiques et du Terrorisme (CRIET), Mario Metonou, explique que « le Commandant de la Garde Républicaine ayant en charge la sécurité du Chef de l’État a été entrepris par le ministre Oswald Homeky pour son compte et celui de Monsieur Olivier Boko à l’effet d’opérer par la force un coup d’État dans la journée du 27 septembre 2024 »,,. 
Le 1er octobre 2024, Olivier Boko est inculpé est placé sous mandat de dépôt, Le parquet décide de poursuivre Olivier Boko, pour « complot contre la sûreté l'État ». Le 15 janvier 2025, La CRIET fixe son procès au 21 janvier. 
Le 30 janvier 2025, il est reconnu coupable et condamnée à 20 ans de réclusion criminelle pour corruption d'agent public, complot contre la sureté de l'État et le paiement d'une amende de 4,5 milliards de F CFA.